# Francisco Antonio de Neira
Francisco Antonio de Neira,  (Galicia, 1664 – Pamplona, 1716). Fue un impresor, librero y editor afincado en Pamplona. Firmaba Nayra. Comienza su actividad en Pamplona como librero, de la que se tiene noticia en 1688, y diez años más tarde la amplía como impresor gracias al taller que en esa fecha compra a los hermanos Micón, Juan y Catalina, herederos de la imprenta de su padre Juan.
Trabajó como impresor desde 1694, cuando todavía no tenía taller propio, hasta su muerte, en 1716, a los 72 años. Le sucedió al frente del mismo, su viuda Juana María Romeo y Leoz.
Neira en los 20 años de actividad no consiguió afianzar su negocio, entre otros motivos porque tuvo que afrontar los años difíciles de la Guerra de Sucesión (1701-1714). El caso es que a su muerte la familia quedó prácticamente en la ruina.

## Vida y penurias económicas
Francisco Antonio de Neira había nacido en 1664 en el "Reino de Galicia". En 1688, con 24 años, ya está instalado en Pamplona con negocio propio de librero, que ampliará en 1698 con la compra de la imprenta de los hermanos Micón.
Casó primeramente con Estefanía de Peralta, con la que en 1687 tuvo un hijo, Francisco, que debió de fallecer al poco tiempo, ya que dos años más tarde, en 1689, bautizará a otro con el mismo nombre.
En 1696 contrajo matrimonio en segundas nupcias con Juana María Romeo y Leoz, bastante más joven que él, con la que tendrá seis hijos. 
En agosto de 1716 Neira había fallecido, sin testar, después de recibir los sacramentos, Juana María Romeo, su viuda, quedó como heredera de la imprenta y la librería. La regentó durante tres años, desde 1716 hasta 1719, cuando se hizo cargo de ella su yerno Alfonso Burguete.
El negocio que recibe la viuda de Francisco Antonio de Neira es modesto y difícilmente podía garantizar la subsistencia de los cinco hijos que al enviudar tiene a su cuidado, el mayor de los cuales contaba 15 años y el menor, uno. 
Por ello, a los cuatro meses del fallecimiento de su esposo, por falta de pago, es desahuciada de la vivienda que tiene alquilada al Hospital General de Pamplona hacía cuatro años. Ante una situación tan precaria, las Cortes del Reino de Navarra, considerando los servicios prestados por su marido a lo largo de 15 años como impresor del Reino, le conceden una gratificación extraordinaria equivalente al salario de un año.
Tres años después de la muerte de Francisco Antonio de Neira, en 1719, su hija mayor, María Francisca, casa con el impresor Alfonso Burguete. Con este motivo, la madre, Juana María Romeo, reparte la herencia entre los hijos y encomienda la imprenta a su yerno. Pero, junto con los bienes, Burguete también ha de hacerse cargo de las deudas. Sorprende que en 1735, casi 20 años después de la muerte de Neira, todavía quedaba pendiente, por ejemplo, el pago de 50 ducados al comerciante baztanés y amigo Juan de Lastiri, según reconoce Burguete “de cuentas que tuvo con los padres de mi mujer“.

## Librero
En relación con su negocio de librería, Neira arrastra un largo proceso por moroso, iniciado en 1689 y concluido en 1708, al cabo de 19 años, que desemboca en una sentencia desfavorable. Había comprado en 1689 al mercader pamplonés Juan de Bustinza 1.689 libros y otras “mercadurías”, entre las que se encontraba un amplio surtido de tejidos por valor de 3.677 reales, que se comprometió a pagar a razón de 1.000 reales anuales. Pero no cumplió lo acordado y, fallecido Juan de Bustinza, el tutor de sus hijos lo denunció. La sentencia de la Corte Mayor de Navarra, fechada en 1692, es contraria el impresor, al que ordena pagar en el plazo de 15 días. Sin embargo, no debe de saldar plenamente la deuda, ya que todavía en 1707 los herederos de Bustinza le reclamaban 545 reales . El pleito continúa y, al año siguiente, el mismo tribunal falla nuevamente en su contra, debiendo abonar 45 reales de los 545 reclamados. Este litigio muestra la falta de liquidez del librero y su empecinamiento o la dificultad durante casi dos décadas para pagar, aunque fuera una cantidad moderada.
De sus primeras relaciones comerciales con libreros de otras ciudades hay constancia en 1688, cuando compra en Zaragoza 80 ejemplares de la demandada Práctica del confesionario, del franciscano Jaime de Corella.

### Librero de viejo
Practica, al igual que sus colegas, la compraventa de libros de viejo. Un ejemplo de esta actividad se encuentra en la adquisición, en 1710, de la biblioteca del oidor del Consejo Real de Navarra, el licenciado Juan López de Cuéllar. La había puesto a la venta su viuda, Antonia de Muñatones, por mediación de su criado, el clérigo de menores Miguel de Andueza. La biblioteca constaba de 128 obras, que en total sumaban 185 volúmenes. Neira se comprometió a pagar 45 pesos (360 reales) y, además, a entregar a Miguel de Andueza, el seminarista intermediario, cuatro obras de elevado coste y especial utilidad para su carrera eclesiástica. 
Neira tenía mucho interés en recibir los libros para la feria de san Fermín, un momento de intensa actividad comercial en Pamplona, que favorecería la rápida venta de los volúmenes y, por lo tanto, la recuperación del dinero invertido. Además, aquí encontraría la mejor ocasión para “comprar o encargar la compra en Bayona o en otra parte de los libros de que había de entregar a la contraria”; es decir, los libros prometidos a Miguel de Andueza, el clérigo que había intervenido como intermediario.
La forma de pago empleada revela el carácter rudimentario de este tipo de transacciones en torno al mercado del libro. Por una parte, Neira, a cambio de la biblioteca, debe entregar otros libros a Miguel de Andueza y, además, abonar a la propietaria 45 pesos (360 reales), de los que 26 serán en metálico y 15 en especie, concretamente en cacao y azúcar, que por orden suya le había suministrado el comerciante Juan de Lastiri.

### Contrato con su oficial de la librería y deudas pendientes
Juan Micón, hijo, que le había vendido la imprenta en 1698, comienza a trabajar en su librería con el rango de oficial en mayo de 1704 y, al cabo de un año de servicio, no había cobrado una sola mensualidad; por este motivo demanda a Neira, su patrón, obteniendo en febrero de 1706 sentencia favorable de la Real Corte por la cual Neira le tenía que abonar los atrasos.
Francisco Antonio de Neira vivió acosado por las deudas, con un negocio modesto, que no acaba de afianzarse, capeando la difícil coyuntura de la Guerra de Sucesión, y agobiado por una familia numerosa. No pagó los libros comprados a Juan de Bustinza, fue cicatero con el salario de Juan Micón, su empleado en la librería, y cuando pretendió cobrar la letrería fundida para la impresión de los Anales del Reino de Navarra, aseguró que pesaba nueve arrobas y siete libras —lo que vendría a ser 331 libras— mientras que Francisco de Alesón, el editor, sostenía que eran 210 libras, una cantidad sensiblemente inferior.

## Impresor
La primera impresión conocida de Neira se remonta a 1694, cuando saca a la luz y a su costa un folleto conmemorativo de la dedicación de la basílica pamplonesa de san Ignacio de Loyola; le siguen, entre 1696 y 1697, otras cinco, también de rango menor.
Como ya se ha adelantado, en 1698 compra la imprenta de los hermanos Juan y Catalina Micón, que ya venía utilizando desde al menos cuatro años antes para sus publicaciones. El precio es de 200 reales de a ocho, de los que 150 corresponden al utillaje, en el que figuraban “todas sus letras, cajas, prensa, tórculo, letras floridas, estampas y todo lo demás que contiene”, mientras que los 50 reales restantes obedecen a “menudencias de libros”. Tampoco en esta ocasión Neira paga puntualmente, pues al cabo de dos años los hermanos Micón le siguen reclamando 40 reales.
Parece ser que vivió y trabajó siempre en la calle Mayor, en el barrio de san Saturnino de la capital navarra, donde también tenía la librería, ya que fue enterrado en su parroquia, con “la honra y el cabo de año”.

### Producción de libros
Al margen de los trabajos menores de impresión, que suponen en esta época la mayor parte del trabajo diario; en lo que se refiere a la impresión de libros, en los tiempos previos a la compra de la imprenta, en 1698, y hasta 1701 Neira trabaja con regularidad, pero en lo sucesivo y hasta su muerte predominan los años sin producción, que, por otra parte, vienen a coincidir con los de la Guerra de Sucesión, cuando, entre 1702 y 1713, solo imprime tres obras y todas institucionales. Con la llegada de la paz la actividad, siempre modesta, se reanuda al menos momentáneamente (1714).
| Producción de libros de Francisco Antonio de Neira (1694-1714) |
| -------------------------------------------------------------- |
|                                                                |

### Impresor del Reino de Navarra y de la ciudad de Pamplona

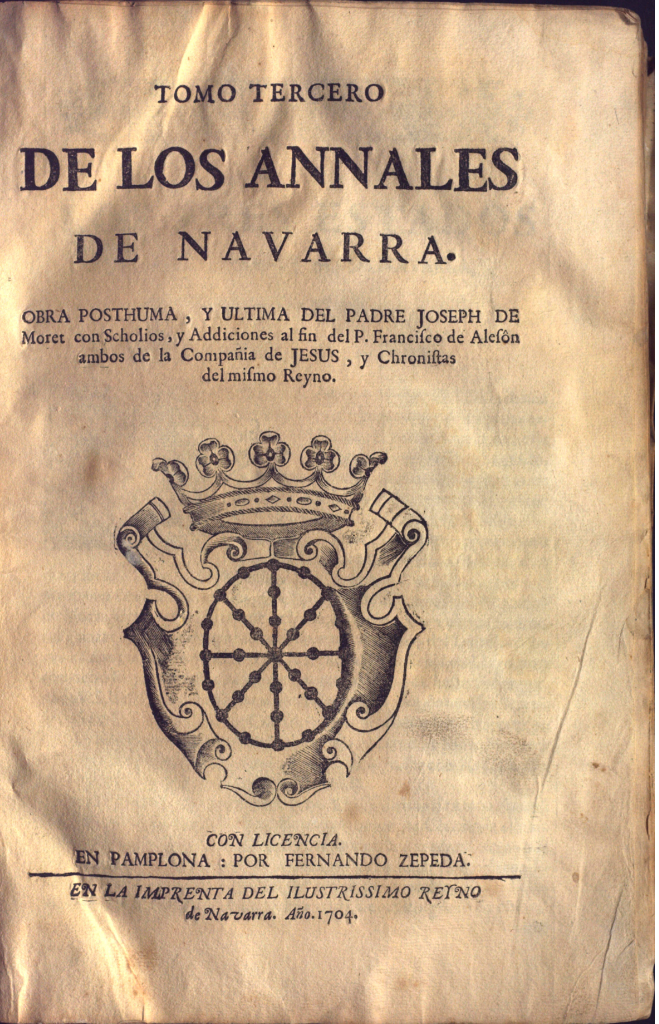
Tomo III de los Anales del Reino de Navarra. Aparece como impresor Fernando de Cepeda, aunque posteriormente fue sustituido en el pie de imprenta por Francisco Antonio de Neira, impresor oficial del Reino de Navarra

Cuando en 1700 fallece sin descendencia Martín Gregorio de Zabala, impresor del Reino y del Regimiento de Pamplona, Neira le sustituye en los dos cargos. Cobra de la Diputación el salario anual de 25 ducados, aunque debe descontar la pensión de 13 ducados de María de Álava, la viuda de Zabala, por lo que, en la práctica, recibe 12.
Por otra parte, del Ayuntamiento de Pamplona, como impresor oficial de la ciudad, percibe nueve ducados anuales. 
En torno a 1700 sufrió destierro de Pamplona, del que se desconocen los motivos. Esta circunstancia le impidió ejercer el cargo de impresor del Reino; de cualquier manera, el destierro debió de durar poco, pues al año siguiente ya trabaja en Pamplona y en 1703 prepara la impresión del tomo tercero de los Anales del Reino de Navarra. 
El extrañamiento de Pamplona sufrido por Neira permitió a Juan José Ezquerro solicitar a las Cortes que le otorgaran el cargo y sueldo de impresor del Reino, puesto que Neira estaba ausente. No accedieron a esta pretensión y acordaron que María de Álava, la viuda del anterior impresor, siguiera cobrando los 13 ducados de pensión, con cargo al salario de 25 ducados, y que Neira y Ezquerro se repartieran a partes iguales los 12 restantes. Ante un salario tan exiguo, solo quedaba la esperanza de que, cuando falleciera María de Álava, sus 13 ducados pasaran a engrosar los respectivos sueldos. Y así sucedió en 1714, cuando, tras la muerte de esta, empezaron a cobrar cada uno 12,5 ducados anuales.

### Impresión del tomo tercero de losAnales del Reino de Navarra
Como impresor oficial, en 1703, asume el encargo realizado por el jesuita Francisco de Alesón de imprimir el tomo tercero de los Anales del Reino de Navarra, cuya edición promueve el Reino. Se trata de un proyecto ambicioso por su carácter institucional, volumen, tirada y el rigor que exigen el autor y los editores. Para empezar, es preciso encargar letrería nueva; con este fin Neira funde sus tipos más gastados y manda el “metal viejo”, a Burdeos, donde se fabrican otros nuevos con los que imprimirá el tomo contratado de los Anales.
Pero este encargo desborda la capacidad técnica de Neira: en septiembre de 1703 pide a la Diputación del Reino que le libere del compromiso y propone que se adjudique al impresor Fernando de Cepeda “por su excelente habilidad”. En realidad, era Alesón quien había traído a Cepeda desde Valladolid, donde el autor había residido en 1698, para desbloquear la impresión del tomo de los Anales. 
En un primer contacto, los impresores pretenden repartirse el trabajo, en el sentido que la composición de textos sea por cuenta de Cepeda, que cobrará siete reales por pliego, mientras que Neira se reserva la impresión, por lo que percibirá cinco reales por pliego.
Como el trabajo no avanza, finalmente, en noviembre, la Diputación lo encarga Cepeda, por 12 reales el pliego, y ordena a Neira devolver el material al tiempo que le abona el trabajo realizado.
Tras un comienzo accidentado, al fin, al cabo tres meses, a mediados de febrero de 1704, el tomo tercero está prácticamente impreso y en el mes de abril ya se trabaja en la encuadernación.
En la impresión encomendada a Fernando Cepeda continuó participando Neira, a pesar de la renuncia inicial, y también colaboró Juan José Ezquerro, el otro impresor del Reino. Cepeda había impreso la portada en cuyo pie de imprenta aparecía como único responsable, pero, sin duda ante las reclamaciones de Neira, que pedía, en calidad de impresor del Reino, figurar como artífice de una obra tan señalada, la Diputación obligó a aquel a tirar un nuevo cuadernillo en el que solo figurara el impresor oficial, Francisco Antonio de Neira. 
Así lo acordó, en la sesión de 18 de junio de 1704, cuando al conocer que en el volumen “estaba puesto al principio haberse impreso por Fernando de Cepeda, y reconociendo que aunque ha corrido por su dirección, han concurrido también en todo lo que se ha ofrecido los dos impresores Francisco de Neira y Juan José Ezquerro, y que es razón salga con sus nombres. Se resolvió se mude el principio poniendo en él el haberse impreso por los referidos como impresores del Reino”..Sin embargo, al final en el pie de imprenta figuró Neira solo.

### Problemas legales para editar unaGaceta

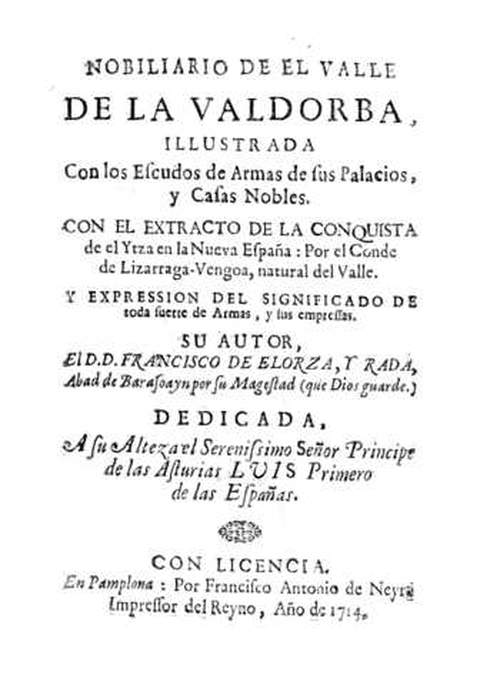
"Nobiliario del Valle de la Valdorba" impreso por Neira en 1714 a costa de su autor el abad de Barásoain

Por encargo del Hospital General de Pamplona, que goza del monopolio de edición de periódicos, en 1707 saca una traducción castellana, de periodicidad semanal, de una Gaceta impresa en Francia.
Pero incumple las instrucciones del Consejo Real en lo que se refiere a la obligación de presentar la traducción al consejero semanero, antes de ser impresa, para recibir el permiso de impresión. Además, como es práctica habitual, debe entregar ejemplares gratuitos a los miembros del Consejo Real. 
Teniendo en cuenta que la omisión de la censura previa podría generar grandes perjuicios si se llegaran a difundir “noticias que no convienen al real servicio de Su Majestad (que Dios guarde) y causa pública”, el Consejo Real le conmina, el 28 de mayo de 1707, a cumplir con este requisito bajo pena de 200 libras, advirtiéndole de que será castigado con todo rigor y de que no podrá subir el precio marcado por el Consejo.

### Impresor delNobiliario de la Valdorba
En 1714 recibe el encargo de Francisco de Elorza Rada, abad de Barásoain, de imprimir el tratado que este ha preparado titulado Nobiliario de la Valdorba, del que hará una tirada de 600 ejemplares. La obra ofrece la particularidad de contar con un centenar de grabados, abiertos en exclusiva para esta edición, con los escudos de las casas blasonadas de ese valle navarro. 
El precio de impresión se acuerda con el autor-editor en 18 reales de vellón el pliego, lo que supone, para una estimación de 50 pliegos, 900 reales. El editor pagará aparte al impresor el papel para la tirada, el pergamino para las encuadernaciones, los gastos de abrir las planchas de los grabados y de su impresión. 
Neira cuenta fundamentalmente con la colaboración del impresor y grabador Jaime Labal de René, “natural de Tolosa de Francia”, de unos 65 años, quien se encarga de los grabados y colabora en las tareas de impresión.
Los cobros se hacen de manera fraccionada, sin demasiado orden, a merced de la disponibilidad del editor y ante las demandas del impresor o de sus sucesores, como es el caso de la viuda de Neira, que los reclama “aunque fuese en trigo o otra especie”. Y así, en distintas ocasiones, el abad le pagó con robos de trigo.

## Galería de imágenes

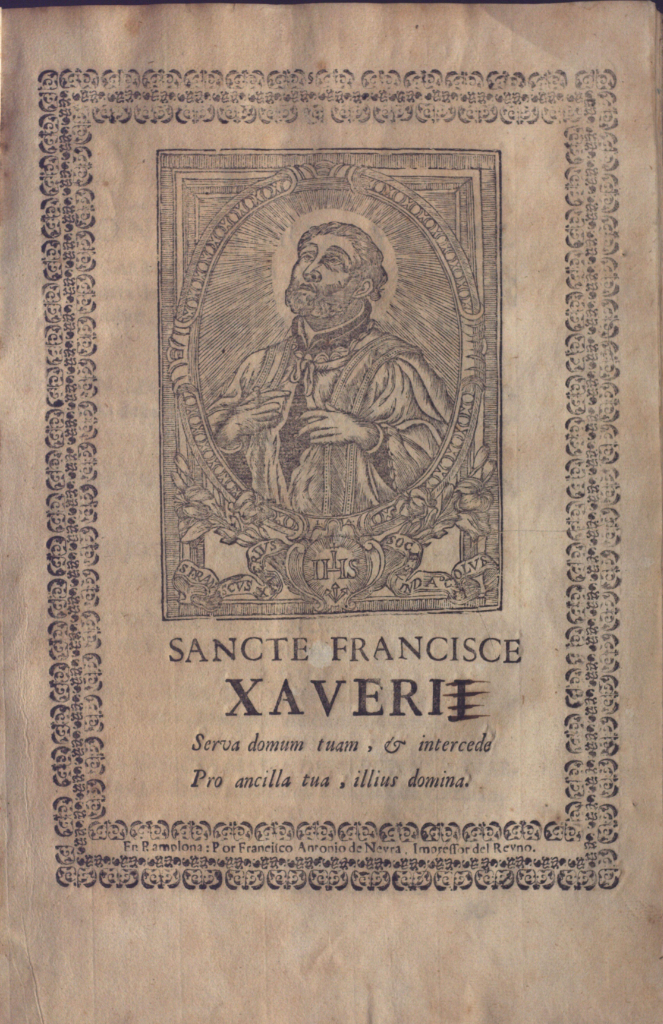
Grabado xilográfico de San Francisco Javier en un pleito, sin año, promovido por la condesa de Javier
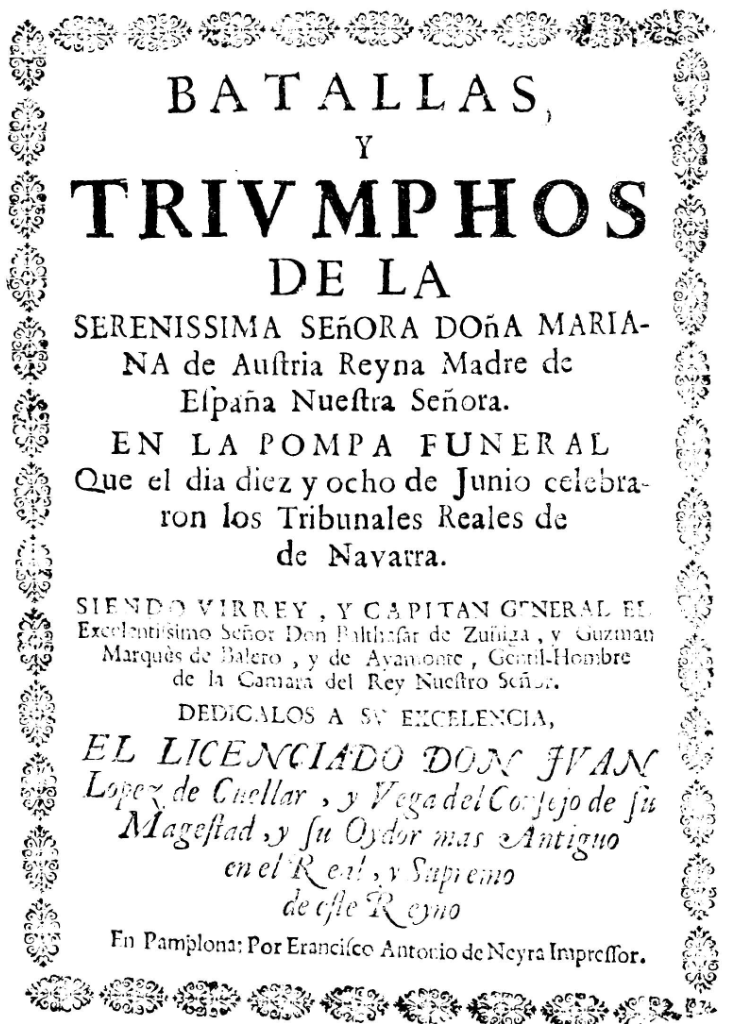
Exequias de Mariana de Austria organizadas por el Consejo Real de Navarra (1696)
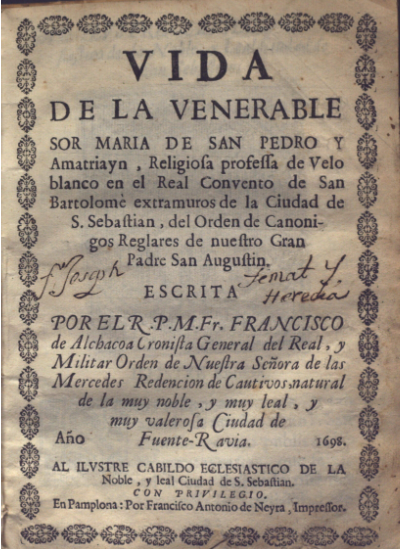
Biografía de la agustina sor María de San Pedro y Amatriain del convento de San Sebastián (1698)
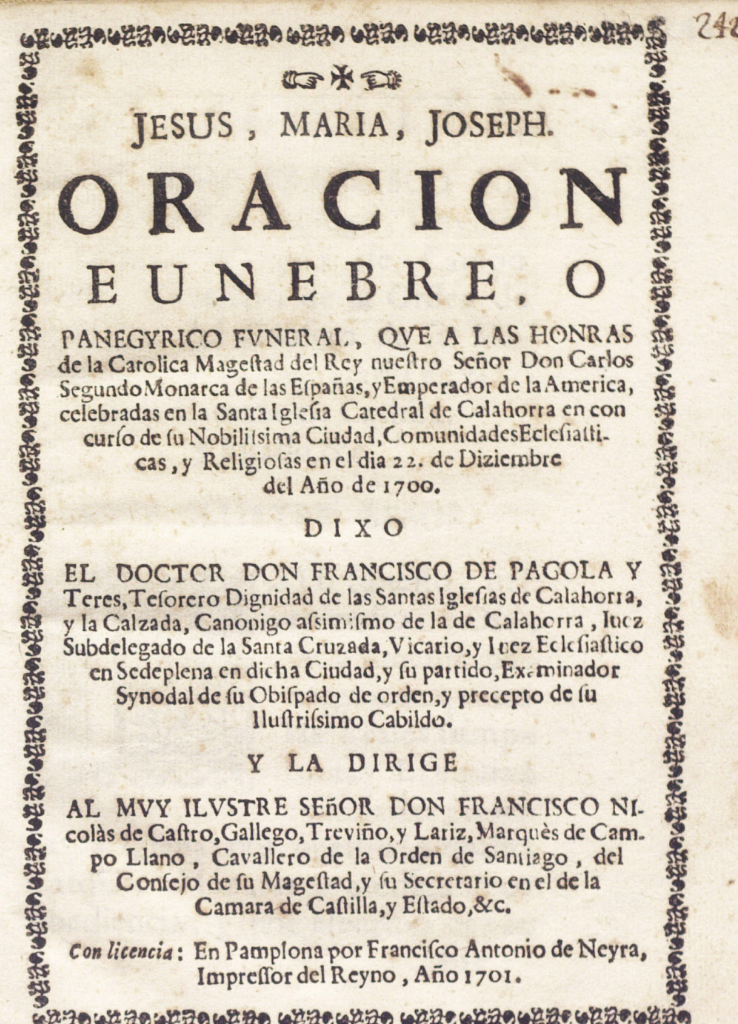
Exequias de Carlos II celebradas en la catedral de Calahorra en 1701
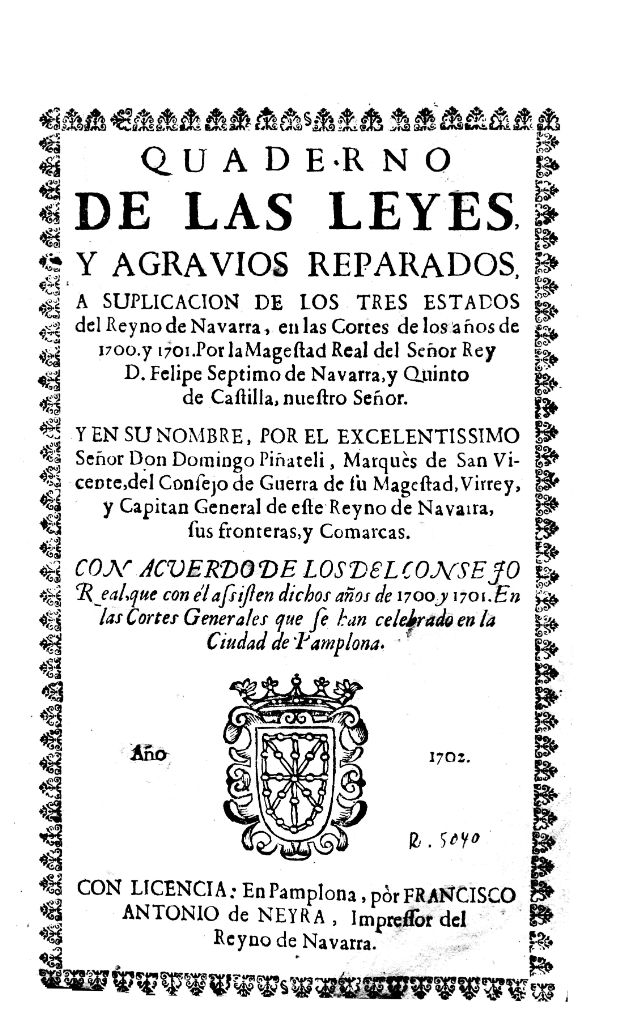
Cuaderno de las leyes aprobadas por las Cortes de Navarra reunidas en 1701
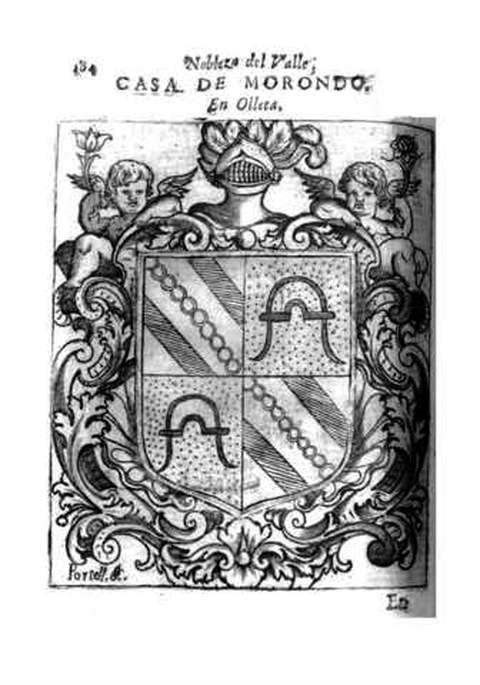
Grabado calcográfico realizado por el francés Jaime Labal de René para el Nobiliario de la Valdorba (1714)